# Mamercus Æmilius Mamercinus
Pour les articles homonymes, voir Mamercus et Aemilius Mamercinus.
Mamercus Aemilius Mamercinus est un homme politique de la République romaine, nommé dictateur en 437, 434 et 426 av. J.-C. pour prendre en main les opérations militaires contre les Étrusques lors de la deuxième guerre de Véies.

## Famille
Il est membre des Aemilii Mamercini, branche de la gens des Aemilii. Il est le fils d'un Marcus Aemilius Mamercinus.

## Carrière

### Questure (446)
En 446 av. J.-C., Mamercinus est un des deux premiers questeurs élus, avec Lucius Valerius Potitus,.

### Tribunat consulaire (438)
Mamercinus est élu tribun militaire à pouvoir consulaire en 438 av. J.-C. avec Lucius Quinctius Cincinnatus et Lucius Iulius Iullus,.
Au cours de son tribunat, Fidènes, une colonie romaine, se rebelle et se tourne vers Véies dirigée par le roi Lars Tolumnius. Les Fidénates expulsent la garnison romaine. Des ambassadeurs, dont Caius Fulcinius, Cloelius Tullus, Spurius Antius et Lucius Roscius, sont envoyés sur place pour mettre fin au conflit par voie diplomatique. Les délégués romains sont tués, précipitant la guerre contre Véies et Fidènes.

### Dictatures et guerre contre Véies (437-426)

#### Selon la tradition
Première dictature (437)
Mamercinus est élu dictateur en 437 av. J.-C., à la suite de la bataille livrée sur les bords de l'Anio par le consul Lucius Sergius pour arrêter la progression des troupes étrusques. Bien que les Romains soient sortis victorieux de cette bataille, leurs pertes sont importantes et la nomination d'un dictateur pour prendre en main les opérations militaires contre les Fidénates, soutenus par les Falisques, et les Étrusques s'est révélée nécessaire. Mamercinus prend Cincinnatus pour maître de cavalerie et Marcus Fabius Vibulanus et Titus Quinctius Capitolinus Barbatus pour légats,.
Mamercinus lance l'offensive contre Fidènes et la première bataille se déroule sous les murs de la ville. Le dictateur commande l'aile droite, face aux Falisques, Cincinnatus le centre, face aux Fidénates, et Barbatus l'aile gauche, face aux Véiens. Quant à lui, Vibulanus est chargé de garder le camp établi au confluent de l'Anio et du Tibre. La bataille se révèle longtemps indécise, les forces en présence étant équilibrées. Selon la tradition, la victoire bascule dans le camp romain grâce à un coup d'éclat d'un tribun militaire, Aulus Cornelius Cossus, qui parvient à tuer le roi Lars Tolumnius dans la mêlée.
Selon Tite-Live, Mamercinus obtient du Sénat les honneurs du triomphe pour cette victoire. Pour la célébration, il fait fabriquer une couronne en or qu'il dépose dans le temple de Jupiter Capitolin. Mais durant la cérémonie, le prestige de Mamercinus est éclipsé par la gloire de Cossus qui est fêté comme un héros et qui dépose les dépouilles de Lars Tolumnius dans le temple de Jupiter Férétrien, ce qui n'avait plus été fait depuis Romulus.
Deuxième dictature (434)
Mamercinus est de nouveau nommé dictateur en 434 av. J.-C., avec Aulus Postumius Tubertus pour maître de cavalerie, lorsque parvient à Rome la nouvelle que les Véiens font appel aux cités de la dodécapole étrusque. Finalement, les Véiens n'obtiennent pas l'aide escomptée et aucune guerre n'est engagée. Durant sa dictature, Mamercinus propose une loi limitant la durée de la censure à un an et demi, contre cinq ans auparavant. Le Sénat s'oppose à cette mesure qui est d'autre part appréciée par le peuple. Mamercinus soumet la lex Aemilia de censura minuenda aux comices tributes qui l'approuvent. En représailles, les censeurs usent de leur pouvoir pour changer Mamercinus de tribu et lui imposer un impôt huit fois plus important que ce qu'il verse déjà.
Commission spéciale à Fidènes (428)
En 428 av. J.-C., il est vraisemblablement membre de la commission envoyée à Fidènes, avec Lucius Sergius Fidenas et Quintus Servilius Structus. Il est chargé d'enquêter sur l'éventuelle participation de Fidénates aux raids lancés sur Rome par les Véiens. Ceux qui ne peuvent justifier leur absence de la ville au moment du raid sont exilés à Ostie et des colons sont envoyés à Fidènes pour les remplacer.
Troisième dictature et prise de Fidènes (426)
En 426 av. J.-C., Mamercinus est nommé une troisième et dernière fois dictateur, avec Aulus Cornelius Cossus comme maître de cavalerie, par les tribuns militaires au pouvoir. Ces derniers reprennent au début de 426 les hostilités contre Véies, mais incapables de s'entendre, ils subissent une défaite. Cossus, qui est resté à Rome pour gouverner la ville en l'absence des trois autres tribuns, est contraint de nommer un dictateur pour reprendre la situation en main. Les Véiens, encouragés par leur victoire sur les Romains, envoient des députés dans les cités d'Étrurie pour les pousser à prendre les armes contre Rome, mais aucune cité ne répond favorablement. Cependant, des volontaires se rassemblent et viennent grossir les rangs des Véiens. A la nouvelle de la défaite romaine, les Fidénates reprennent espoir et se soulèvent, massacrant les colons romains installés dans la ville. Les Véiens et les Fidénates joignent leurs forces et s'établissent près de Fidènes.
Mamercinus prend le commandement de l'armée romaine, envoie son légat Titus Quinctius Poenus Cincinnatus prendre position sur les arrières des troupes ennemies et engage le combat. Les Étrusques soutiennent la charge de l'infanterie romaine jusqu'à ce que Mamercinus donne l'ordre à Cossus de charger avec la cavalerie et à Poenus d'attaquer l'ennemi sur ses arrières. Pris en étau, les Étrusques finissent par céder et les survivants se réfugient dans Fidènes. Les Romains prennent la ville d'assaut et la livrent au pillage. Pour cette victoire, le dictateur Mamercinus obtient les honneurs d'un triomphe.

#### Analyse moderne
Pour les historiens modernes, la réalité de la première dictature de Mamercinus paraît douteuse étant donné la ressemblance entre le récit pour les années 437 et 426 av. J.-C. : dans les deux cas, le récit commence par le meurtre de citoyens romains et se termine par le siège de Fidènes. Il s'agirait d'une anticipation de sa dictature de 426 av. J.-C., Certains historiens remettent en cause les deux premières dictatures, considérant que seule la troisième est authentique. Néanmoins, si les faits ont été déplacés dans le temps par les annalistes romains, les grandes lignes du récit ne sont pas remis en cause : des ambassadeurs romains ont pu être tués et il est tout à fait possible que le roi de Véies ait trouvé la mort lors des combats. Le roi Tolumnius a donc plus probablement été tué à la fin de la guerre. Mamercinus n'a célébré qu'un seul triomphe, celui accordé pour sa victoire sur Fidènes en 426 av. J.-C., et c'est à ce moment qu'il dédie la couronne en or. Selon une inscription fragmentaire des fastes capitolins (Act. Tr. ([-----]mus), il y a bien eu un triomphe célébré en 437 av. J.-C. mais il n'aurait pas été attribué à Mamercinus qui devait avoir déjà abdiqué, mais plus probablement à Marcus Valerius Lactuca Maximus, peut-être consul suffect cette année-là, fils du consul de 456 et père de Marcus Valerius Lactucinus.